# Tomosvaryella nartshukae
Tomosvaryella nartshukae är en tvåvingeart som beskrevs av Kuznetzov 1994. Tomosvaryella nartshukae ingår i släktet Tomosvaryella och familjen ögonflugor.
Artens utbredningsområde är Turkmenistan. Inga underarter finns listade i Catalogue of Life.